# Дингисвайо
Дингисвайо (зулу Dingiswayo) (1780?—1817) — правитель (инкоси) вождества мтетва (1808—1817), при нём начинается консолидация родовых групп и объединений, занимавших территории вдоль юго-восточного побережья Южной Африки и впоследствии составивших основу для формирования этнической общности и державы зулу.

## История Дингисвайо
Настоящее имя Дингисвайо — Годонгвана (Godongwana). Он был сыном инкоси (правителя) мтетва Джобе. Братья Тана и Годонгвана организовали заговор против своего отца. Тана был схвачен и казнен, а Годонгвана бежал от своего отца, опасаясь кары за участие в заговоре с целью его свержения. Вернулся домой он уже после смерти Джобе в 1808 году. Отстранил от власти и изгнал своего брата Мавеве, который был вскоре заманен обратно и убит. Имя Дингисвайо можно перевести как «скиталец», что подчеркивает длительность отсутствия и лишения, перенесенные им во время изгнания.

## Нововведения Дингисвайо
При Дингисвайо значительное развитие получила традиционная система амабуто (ед.ч. — ибуто) — объединений, состоявших из молодых людей одной возрастной группы, проходивших вместе обряд инициации — посвящения мальчиков во взрослых мужчин. Ранее амабуто собирались не на постоянной основе, а по мере необходимости. В мирное время в их обязанности входило возведение новых краалей (умзи), участие в охотничьих предприятиях, расчистка полей под посевы и выполнение других хозяйственных работ. В случае войны из амабуто формировались вооруженные силы вождества. Уже во времена Дингисвайо амабуто превратились в преимущественно военные подразделения — импи.

## Завоевательная политика Дингисвайо
Дингисвайо удалось распространить свою власть на территории в междуречье рек Тугела и Умфолози. Его стремление установить контроль над торговлей с португальцами, обосновавшимися в заливе Делагоа (Мапуту), наталкивалось на сопротивление со стороны вождества ндвандве во главе со Звиде. Противостояние этих двух могущественных правителей определяло расстановку сил на всем протяжении побережья Юго-Восточной Африки от португальских владений на севере до р. Умзимвубу на юге. После смерти Дингисвайо в 1817 (по другим данным в 1818 г.) на месте распавшегося вождества мтетва происходит формирование державы зулу, основателем и правителем которой являлся Чака.

## Оценка деятельности Дингисвайо
В устной традиции зулу Дингисвайо отводится значительное и почетное место. Благодаря его покровительству началось возвышение Чаки, а после смерти правителя мтетва именно Чака выступает его прямым наследником и продолжателем, завершившим объединение вождеств и родовых общин в междуречье Тугелы и Умфолози. Насколько точно эти представления соответствуют действительности, сейчас сказать практически невозможно. Но то, что Чака и Дингисвайо неразрывно связаны между собой в исторической памяти зулу, свидетельствует, что предпосылки возвышения державы зулу закладывались как раз в период правления Дингисвайо.